# Szabla

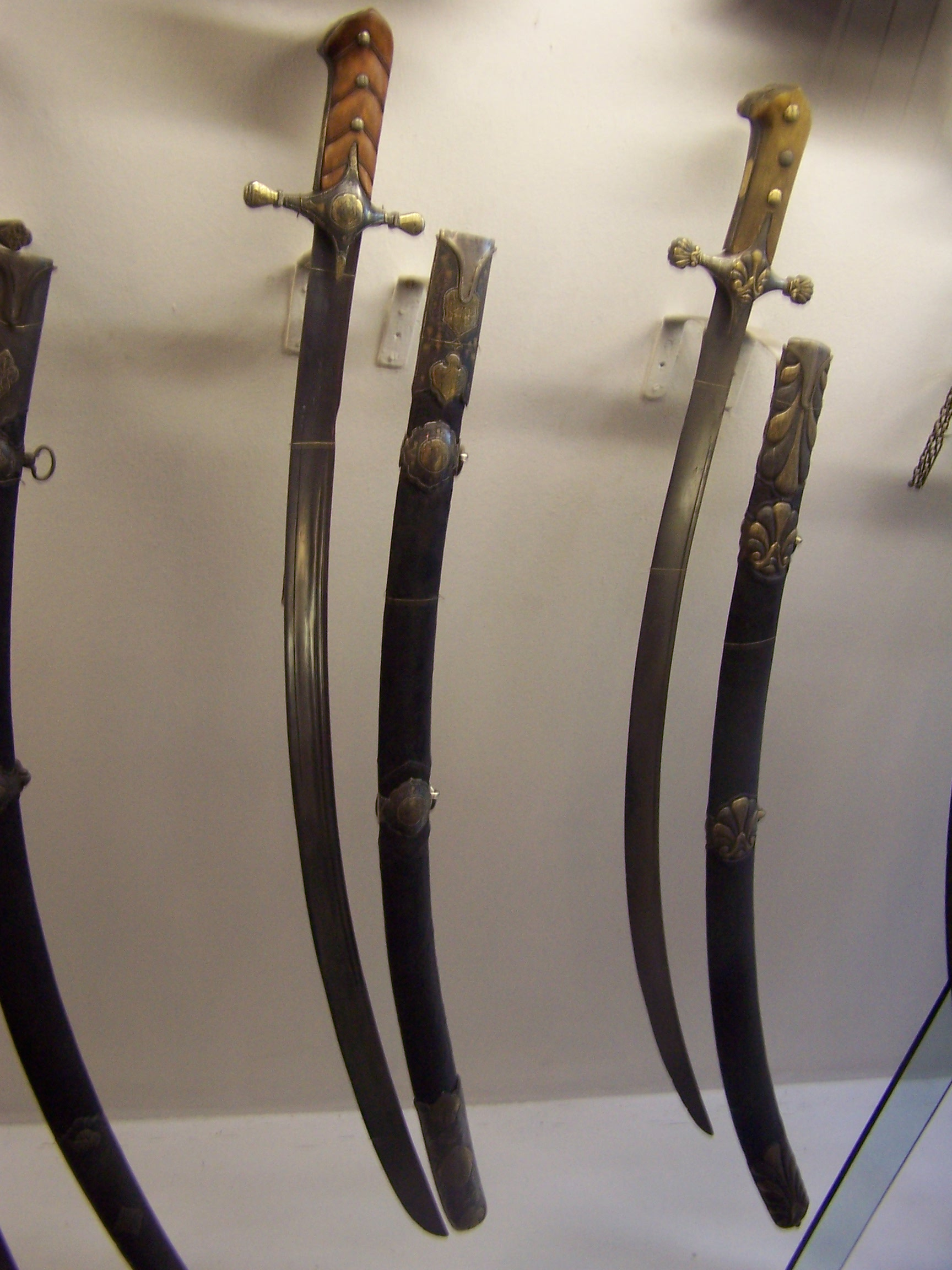
Szable cerimoniali (tipo Karabela) nel Muzeum Wojska Polskiego di Varsavia

Szabla è la parola che in lingua polacca indica la sciabola. Nello specifico, si tratta di un'arma bianca manesca del tipo spada con lama massiccia e leggermente ricurva, affilata sul lato convesso ma a due tagli in prossimità della punta. Diffusa inizialmente tra le truppe della cavalleria leggera, divenne poi simbolo della cavalleria pesante della Confederazione polacco-lituana, gli ussari alati, e della nobiltà confederata, gli szlachta, in generale.

## Storia
Il vocabolo in lingua polacca szabla, genericamente traducibile come "sciabola", pare sia derivata dal vocabolo ungherese, szablya, derivato dal verbo szabni, "tagliare".
La szabla fece la sua apparizione formale nell'esercito della Confederazione polacco-lituana durante la riforma delle forze armate ordinata dal sovrano Stefan Batory (regno 1576-1586), originario della Transilvania. La diffusione negli eserciti dell'Europa Orientale (fondamentalmente il Granducato di Moscovia ed il Regno d'Ungheria, ivi compresi i voivodati di Moldavia, Valacchia e Transilvania) di spade a lama ricurva simili alla scimitarra orientale si dovette ai contatti con i Tartari prima (XIV secolo) e con gli Ottomani poi (XV secolo). Solo nel XVI secolo però le lame ricurve iniziarono a diffondersi anche nelle terre del vecchio Regno di Polonia e del Granducato di Lituania. La prima forma di szabla, la Batorówka diffusasi durante il regno di Stefan Batory, era ancora un ibrido a metà strada tra la scimitarra e la spadona da cavalleria pesante tipica degli eserciti medievali europei. Solo nel XVII secolo si diffusero in modo capillare tra le terre della Confederazione spade a lama ricurva che ripresero e svilupparono la linea della scimitarra nella forma della sciabola europea moderna.
Unitamente allo sviluppo ed alla diffusione in campo bellico, la szabla finì anche con il divenire uno status symbol della nobiltà confederata, la szlachta, proprio per le sue linee sempre più marcatamente orientali che ben si addicevano agli ideali del Sarmatismo diffusosi in seno agli alti ranghi della nobiltà polacco-lituana.

## Costruzione
|  | Parti: - Elsa (rękojeść) (A) - Lama (głownia) (B) - Forte (zastawa) (C) - la parte più solida della lama, solitamente un terzo della lunghezza totale - (moc) (D) - Debole (sztych) (E) - vertice della lama, solitamente affilata su entrambi i lati Elementi: 1. pomolo (głowica) 2. impugnatura (trzon) 3. coccia a scudo (wąsy) 4. guardia a croce a due bracci (jelce) 5. filo (ostrze) 6. dorso (tylec) 7. scarico (płaz) 8. scanalatura (strudzina) 9. contro-taglio (młotek) 10. punta (pióro) |

|  |

Le differenze maggiori tra le varie forme di szabla sono dettate dal diverso tipo di guardia. Le sciabole polacche vengono solitamente classificate in tre categorie:
- A guardia aperta - la szabla classica (Batorówka) con guardia a croce;
- A guardia mezza aperta - szabla con crociera riprendente il modello del costoliere (spada): uno dei bracci si piega verso il pomolo, senza raggiungerlo, costituendo un para-mano; il secondo braccio, appena abbozzato, si piega verso la lama;
- A guardia chiusa - szabla con complesso fornimento (ponti, archi, para-mano, ecc.) riprendente il modello della spada da lato italiana e della Reitschwert dei corazzieri austro-tedeschi.

## Tipi

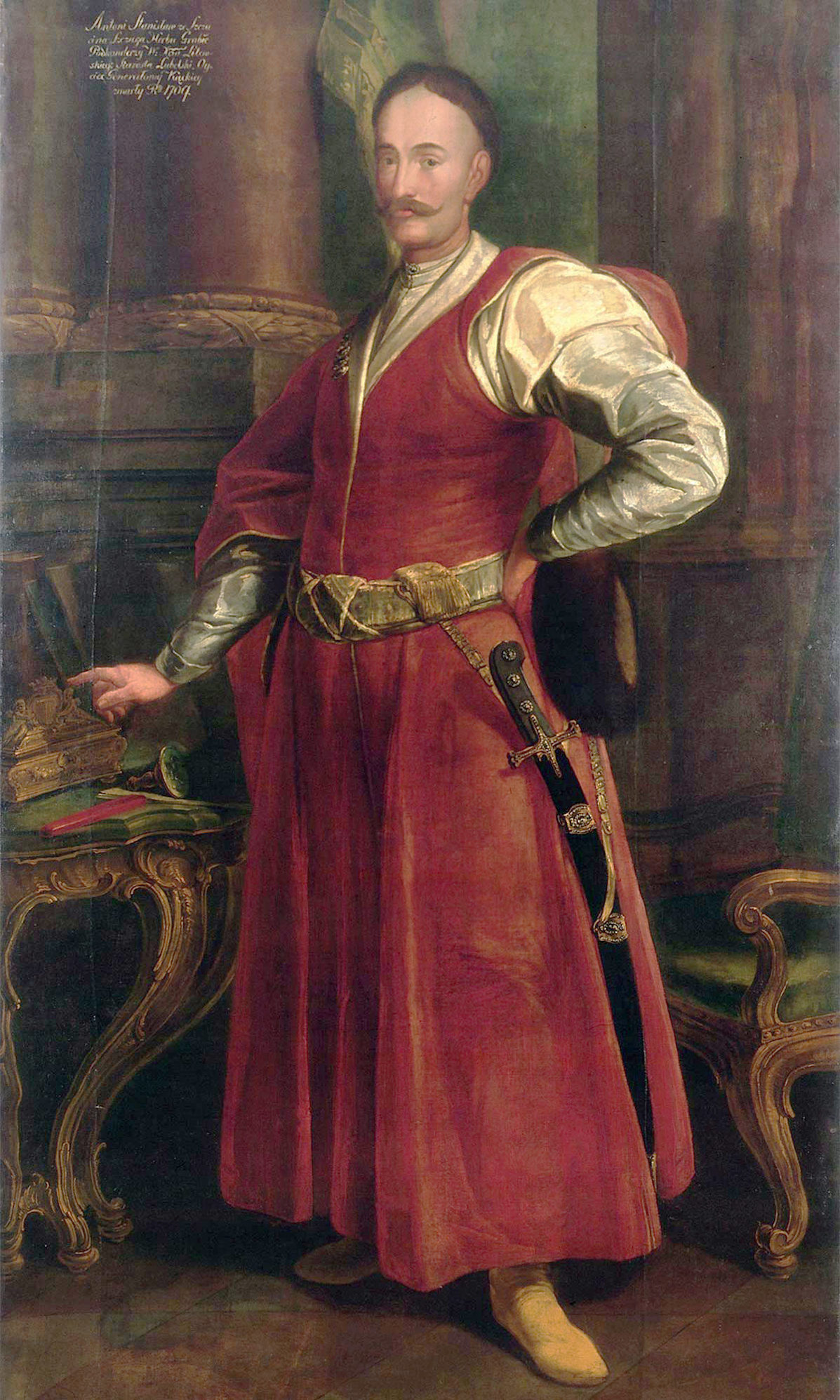
Lo szlachta Stanisław Antoni Szczuka abbigliato con kontusz rosso, chiuso in vita dal pas kontuszowy, e zupan. Una szabla tipo karabela pende dal suo fianco sinistro.

### Szablaungaro-polacca
Il primo tipo di szabla diffusasi nei territori della Confederazione polacco-lituana fu la Batorówka, dal nome del sovrano che la introdusse, il transilvano Stefan Batory. Si trattava di un'arma di grandi dimensioni, con lama monofilare diritta o curva solo in prossimità della punta, elsa a croce e catena para-mano dall'elsa al pomolo. Prodotte durante la riforma dell'esercito confederato varata da Batory, queste spade erano spesso ornate dalla sua effigie incisa sulla lama.

### Szabla armena
Le prime modifiche alla linea della szabla si verificarono al principio del XVII secolo, quando mercanti e maestri fabbri dell'Armenia introdussero nelle terre confederate sciabole a lama ricurva su modello delle scimitarre orientali, con guardia protetta. Gli szlachta finirono per l'adottare in pianta stabile questa nuova linea di armi, abbandonando i modelli occidentali. Le szabla armene svilupparono in tre modelli dalle funzioni distinte:
- Czeczuga, sciabola ricurva con piccola guardia a croce "aperta" ed un piccolo para-mano, non completo;
- Ordynka, sciabola pesante da cavalleria. Una sorta di versione più pesante e massiccia della Czeczuga;
- Karabela armena, primo esempio di sciabola cerimoniale usato dagli szlachta. Arma di ridotte dimensioni, sontuosamente decorata, aveva lama ricurva ed elsa a croce ricurva. Divenne successivamente anche un'arma d'offesa (v. sotto).

### Szablada ussaro
Il tipo di szabla certamente più noto è la pesante sciabola utilizzata dagli ussari alati di Polonia, la cavalleria pesante della Confederazione. Introdotta a partire dal 1630, divenne l'arma di predilezione degli ussari nella mischia. Aveva lama meno ricurva rispetto alla szabla armena, rinforzata in prossimità dell'elsa da due piastre metalliche a forma di piuma per garantire più solidità, e guardia completa a maggior protezione della mano. Le dimensioni totali della lama erano 85 centimetri; spesso la sommità della lama (13-15 centimetri in lunghezza) presentava due tagli.
I successi militari della Polonia e la qualità delle sue sciabole contribuì in modo sostanziale alla diffusione in tutta Europa di sciabole da cavalleria con la lama ricurva, di cui la szabla fu il modello di riferimento.
Si ritiene che la lama della szabla degli ussari di Polonia costituisca uno dei migliori prodotti metallurgici mai realizzati, forse anche più della ben nota katana giapponese.

### Varianti

Pomolo a testa d’aquila di una karabela

- Karabela, variante più corta della szabla, in uso dal 1670 circa, derivata dal falcione utilizzato nel corpo-a-corpo dai giannizzeri ottomani. Il nome deriva appunto dalle parole di lingua turca Kara (scuro) e bela (maledizione). La karabela è notevolmente più corta della szabla da ussaro, con elsa aperta e pomolo solitamente lavorato in forma di testa d'aquila. L'arma aveva sia valenza cerimoniale che pratica. Dati i notevoli costi di produzione, molto spesso gli szlachta portavano la medesima arma sia in guerra sia nelle occasioni mondane, limitandosi a sostituire il fodero ed a rimuovere/apporre le pietre preziose del fornimento a seconda delle occasioni.
- Kosciuszkowska, variante della szabla diffusasi durante la Rivolta di Kościuszko (1794);
- Szabla wz.34 ("Szabla modello 34 "), una variante prodotta dal 1934 per la cavalleria della Seconda Repubblica di Polonia per un totale di 10.000 esemplari.